# Geodia agassizii
Espèce
Geodia agassizii est une espèce d'éponges de la famille des Geodiidae présente dans la région des Tropiques à l'est de l'océan Pacifique.

## Taxonomie
L'espèce est décrite par Robert Lendlmayr von Lendenfeld en 1910.